# Cicurina japonica
Cicurina japonica är en spindelart som först beskrevs av Simon 1886.  Cicurina japonica ingår i släktet Cicurina och familjen kardarspindlar. Inga underarter finns listade i Catalogue of Life.